# نقد عیسی

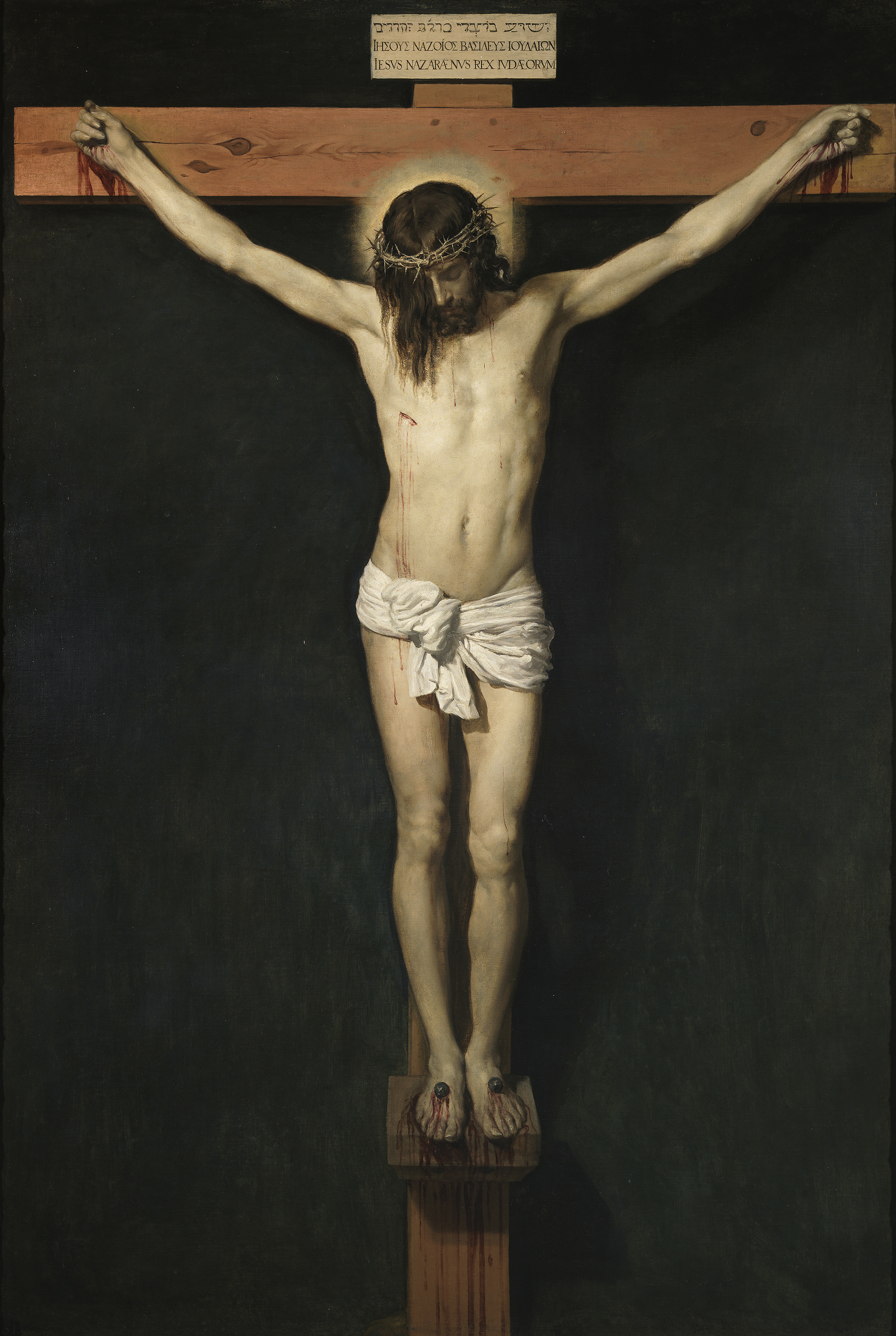
نقاشی سدهٔ هفدهمی مسیح به صلیب کشیده شده توسط دیگو ولاسکز که در موزه دل پرادو در مادرید نگهداری می‌شود. بر اساس انجیل‌های متعارف، عیسی توسط سنهدرین دستگیر و محاکمه شد و سپس توسط پونتیوس پیلاطس به تازیانه محکوم شد و سرانجام توسط رومیان به‌دلیل ارتکاب کفر و فتنه به صلیب کشیده شد.

انتقاد از عیسی از قرن اول وجود داشته است. عیسی توسط فریسیان و کاتبان به‌دلیل نافرمانی از شریعت موسی مورد انتقاد قرار گرفت. او در یهودیت به‌عنوان یک مدعی شکست خورده مسیحیت یهودی و یک پیامبر دروغین توسط اکثر فرقه‌های یهودی مورد انتقاد قرار گرفت. یهودیت نیز پرستش هر شخصی را نوعی بت‌پرستی می‌داند، و ادعای الهی بودن عیسی را رد می‌کند. برخی از روانپزشکان، علمای دینی و نویسندگان توضیح می‌دهند که خانواده عیسی، پیروان (John 7:20) و معاصران به‌طور جدی او را فردی متوهم، شیطانی و یا دیوانه می‌دانستند.
منتقدان اولیه عیسی و مسیحیت شامل کلسوس در سدهٔ دوم و پورفیری در سدهٔ سوم بودند. در سدهٔ نوزدهم، فریدریش نیچه به‌شدت از عیسی انتقاد کرد، زیرا او تعالیم او را در برخورد با موضوعاتی مانند تمایلات جنسی «ضد طبیعت» می‌دانست. از منتقدان برجستهٔ معاصر عیسی می‌توان به آین رند، هکتور آوالوس، سیتا رام گوئل، کریستوفر هیچنز، برتراند راسل و دینندا سرسوتی اشاره کرد.

## نقد معاصران عیسی

### نافرمانی از قانون موزاییک
فریسیان و کاتبان از عیسی و شاگردانش به خاطر رعایت نکردن شریعت موسی انتقاد کردند. آنها از شاگردانش انتقاد کردند که چرا دست‌های خود را قبل از غذا نشویید. (رهبران مذهبی به پاکسازی تشریفاتی مانند شستن تا آرنج و غسل تعمید فنجان‌ها و بشقاب‌ها قبل از خوردن غذا در آنها مشغول بودند.—Mark 7:1–23, Matthew 15:1–20.) عیسی همچنین به خاطر غذا خوردن با باجگیران مورد انتقاد قرار می‌گیرد (Mark 2:15). فریسیان همچنین از شاگردان عیسی به خاطر جمع‌آوری غلات در روز سبت انتقاد کردند (Mark 2:23–3:6).

### ادعای حجت الهی
بارزترین خصوصیات سخنان عیسی، ادعای خدایی او بود (که تنها توسط پیروان و دشمنانش بیان می‌شد) که به همین دلیل برخی از یهودیان سعی کردند او را سنگسار کنند و عده ای نیز موفق شدند او را برای مصلوب شدن تحویل دهند (که پیلاطس بود). خودش، به خاطر ارتکاب توهین به مقدسات، احساس نکرد که این کار درست یا صحیح است:
یهودیان گفتند: «ما تو را برای هیچ کار نیکی سنگسار نمی‌کنیم، بلکه به خاطر کفرگویی، زیرا تو که مردی خود را خدا می‌دانی».
همچنین لحن اقتدار از سوی او و این ادعا وجود داشت که آرامش و رستگاری معنوی را صرف پذیرش رهبری او می‌توان یافت. فرازهایی مانند: "یوغ مرا بر خود بگیرید... و برای جان‌های خود آرامش خواهید یافت" (متی xi. 29); "هر که جان خود را به خاطر من از دست بدهد... آن را نجات دهد" (viii. 35). «از آنجا که شما آن را برای یکی از کوچک‌ترین این برادرانم کردید، آن را برای من کردید» (متی xxv. 40)، نشان‌دهنده یک فرض قدرت است که قطعاً در تاریخ یهود منحصر به فرد است، و در واقع عامل بسیاری است. تا آنجایی که وجود دارد، ضدیت یهودیان مدرن نسبت به عیسی است. از سوی دیگر، در هیچ یک از این سخنان اندکی وجود دارد که نشان دهد منظور گوینده این است که به چیزی بیش از روابط شخصی با او اعمال شود. و ممکن است در تجربه خود دریافته باشد که تسکین معنوی اغلب با اعتماد ساده انسانی به حسن نیت و قدرت هدایت او حاصل می‌شود.

### اتهامات تصرف و جنون
خانواده و معاصران عیسی او را فردی متوهم، جن‌زده یا دیوانه می‌دانستند.
و چون خانواده‌اش این را شنیدند بیرون رفتند تا او را بگیرند، زیرا مردم می‌گفتند: او از خود بی‌خود است. و کاتبانی که از اورشلیم فرود آمدند گفتند: «او را بعل‌الذباب تسخیر کرده‌است و به‌وسیلهٔ امیر دیوها، دیوها را بیرون می‌کند.»— Mark 3:21–22 (RSV)
اتهام مندرج در انجیل یوحنا بیشتر تحت‌اللفظی است.
به خاطر این سخنان دوباره در میان یهودیان اختلاف ایجاد شد. بسیاری از آنها گفتند: او دیو دارد و دیوانه است، چرا به او گوش می‌دهید؟— John 10:19–20 (RSV)

### معجزات و جن‌گیری‌هایی که با جادو انجام می‌شود
در نیمه دوم سده اول و تا سده دوم، یهودیان و مخالفان بت‌پرست مسیحیت استدلال می‌کردند که معجزات و جن‌گیری‌های عیسی و پیروانش نتیجه جادو است که با دمون و علوم خفیه مرتبط است.